# Премьер-министр Сейшельских Островов
Пост главы правительства Сейшельских Островов впервые был установлен колониальной британской администрацией королевской колонии Сейшельские Острова в 1970 году. Единственным лицом, занимавшим этот пост, являлся Джеймс Ричард Мари Мэнчем, лидер Сейшельской демократической партии, — сначала как главный министр автономной Королевской колонии Сейшельские острова (англ. Chief Minister of the Crown Colony of Seychelles), а с 1975 года как премьер-министр самоуправляемой Королевской колонии Сейшельские Острова (англ. Prime Minister of the Crown Colony of Seychelles).
После провозглашения независимости страны пост премьер-министра Республики Сейшельские Острова (англ. Prime Minister of the Republic of Seychelles) занял представитель Объединённой Сейшельской народной партии Франс-Альбер Рене, который вскоре инициировал государственный переворот и, став президентом страны, упразднил пост главы правительства, взяв в свои руки прямое управление кабинетом.

## Список глав правительства Сейшельских Островов
|                                                                         | Портрет                                                            | Имя                                                                         | Начало полномочий                                                  | Окончание полномочий                                               | Партия                                                             | Выборы                                                             |
| главный министр автономной Королевской колонии Сейшельские Острова      | главный министр автономной Королевской колонии Сейшельские Острова | главный министр автономной Королевской колонии Сейшельские Острова          | главный министр автономной Королевской колонии Сейшельские Острова | главный министр автономной Королевской колонии Сейшельские Острова | главный министр автономной Королевской колонии Сейшельские Острова | главный министр автономной Королевской колонии Сейшельские Острова |
| ----------------------------------------------------------------------- | ------------------------------------------------------------------ | --------------------------------------------------------------------------- | ------------------------------------------------------------------ | ------------------------------------------------------------------ | ------------------------------------------------------------------ | ------------------------------------------------------------------ |
| 1                                                                       |                                                                    | Джеймс Ричард Мари Мэнчем (1939—2017) англ. James Richard Marie Mancham     | 12 ноября 1970                                                     | 1 октября 1975                                                     | Сейшельская демократическая партия                                 | 1970 1974                                                          |
| премьер-министр самоуправляемой Королевской колонии Сейшельские Острова |                                                                    |                                                                             |                                                                    |                                                                    |                                                                    |                                                                    |
| (1)                                                                     |                                                                    | Сэр Джеймс Ричард Мари Мэнчем (1939—2017) англ. James Richard Marie Mancham | 1 октября 1975                                                     | 28 июня 1976                                                       | Сейшельская демократическая партия                                 |                                                                    |
| премьер-министр Республики Сейшельские Острова                          |                                                                    |                                                                             |                                                                    |                                                                    |                                                                    |                                                                    |
| 2                                                                       |                                                                    | Франс-Альбер Рене (1935—2019) англ. France-Albert René                      | 28 июня 1976                                                       | 5 июня 1977                                                        | Объединённая партия народа Сейшел                                  |                                                                    |
| пост упразднён                                                          |                                                                    |                                                                             |                                                                    |                                                                    |                                                                    |                                                                    |